# Gewoon Jan Smit
Gewoon Jan Smit was een realitysoap van de TROS rond de Volendamse volkszanger Jan Smit.
In de serie is te zien waar het leven van de zanger, die populariteit in Nederland en Duitstalige gebieden geniet, uit bestaat.
 
In de serie zijn ook de familie van Smit (vader Ruud, moeder Gerda, zus Jenny en zusje Monique), vrienden van Smit (Kees Tol, Simon Keizer, Nick Schilder) en zijn managers (Jaap & Aloys Buijs) te zien. De serie, die vanaf eind maart 2005 werd uitgezonden, was een groot succes en werd beloond met een Gouden Televizier-Ring. Er zijn in totaal drie seizoenen van het programma opgenomen.
De eerste serie zal ook worden uitgezonden op verschillende Duitse en Oostenrijkse televisiezenders. Smit heeft zijn eigen stem in het Duits nagesynchroniseerd voor de serie die daar Normal Jan Smit gaat heten.
In het derde seizoen is ook (ex-) vriendin Yolanthe Cabau van Kasbergen te zien.
In 2008 werd besloten te stoppen met de serie, Smit zegt hierover: Zo'n soap is leuk, maar je moet wel wat te melden hebben en dat houdt eens op. 